# سیستم‌های تصویرگری مالتی مدالیتی

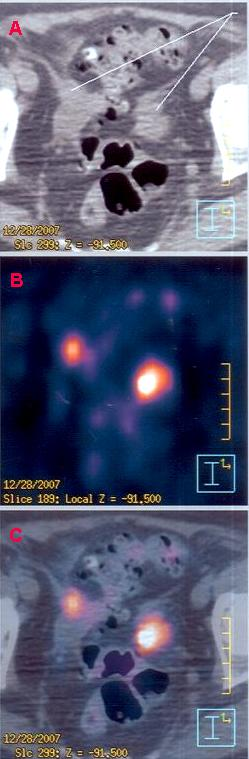
تصویر ایجاد شده توسط سیستم PET/CT (تصویر آخر)

سیستم‌های تصویرگری مالتی مدالیته (به انگلیسی multimodality imaging systems) به سیستم‌هایی گفته می‌شود که از ترکیب دو سیستم تصویربرداری مربوط به آناتومی و عملکرد بدن ایجاد می‌شوند. از این سیستم‌ها غالباً در فیزیک پزشکی، پزشکی هسته ای و تصویرسازی مولکولی استفاده می‌شود.

## مقدمه
مدالیته‌های تصویرگری به دو نوع آناتومی و عملکردی تقسیم‌بندی می‌شوند. در نوع آناتومی به بررسی ساختار بدن پرداخته و  شامل CT، MR می‌باشند. در نوع عملکردی به بررسی فعالیت یک عضو یا توده خاص می‌پردازند که انواع پر کاربرد آن PET و SPECT می‌باشد. در نوع آناتومی رزولوشن  و SNR بالا، زمان اسکن کم و کنتراست مناسب داریم اما در نوع عملکردی این مزایاوجود ندارد ولی درعوض تصویری از عملکرد آن عضو را در اختیار می‌گذارد، اما به دلیل اینکه تصویر ایجاد شده محل تومور را نشان نمی‌دهد بنابراین نیاز به گرفتن تصویر آناتومی به صورت جداگانه می‌باشد. به همین دلیل درعوض انطباق(با استفاده از نرم‌افزارانطباق) دو تصویرکه در زمان‌های جداگانه و در دستگاه‌های متفاوت گرفته شده، دو سیستم فوق را با یکدیگر ترکیب می‌نمایند. انواع پرکاربرد این سیستم‌ها شامل PET/MR، PET/CT، SPECT/CT می‌باشد.

## مزایای سیستم‌های مالتی مدالیته
برخی مزایای این سیستم‌ها عبارتند از اینکه تصاویر  عملکردی  که دارای کیفیت نامناسبی هستند را می‌توان با تصاویر آناتومی بهبود داد، که به این کار تصحیح تضعیف تصاویر PET می‌گویند، تصویر آناتومی و عملکردی با یکدیگر ترکیب می‌شوند در نتیجه نیاز به بردن بیمار در زیر چندین دستگاه تصویرگری در زمان و مکان مختلف نمی‌باشد و زمان تصویرگری عملکردی کاهش می‌یابد.

## ترکیب MRI و تصویربرداری نوری
در تصویربرداری نوری از بافت‌ها اطلاعات ساختاری کمی به دست می‌آید بنابراین دلایل خوبی برای ترکیب تصویربرداری نوری با تصویربرداری ساختاری و سه بعدی MR وجود دارند. کاربردهای آن شامل تصویربرداری از حیوانات کوچک، تصویربرداری از سینه و مغز است. با داشتن داده‌های تصویربرداری نوری، تصاویر MR برای مشخص کردن مرز بافت‌هایی با ویژگی‌های نوری متفاوت استفاده می‌شود و در نتیجه دقت بازسازی 3 بعدی تصاویر نوری را بالا می‌برد.

## سیستم‌های ترکیبی X-Ray/MRI
این سیستم ها ترکیب دو تکنیک تصویربرداری ساختاری برای کاربردهای مداخله گرایانه هستند. تصویربرداری اشعه X رزولوشن فضایی و مکانی بالایی دارد ولی فقط تصاویر دو بعدی ایجاد می‌کند در حالی که MRI اگرچه کندتر است ولی تصاویر 3 بعدی فراهم می‌کند که برای مکانیابی دقیق کمک می‌کند. در یک تحقیق، یک سیستم تصویربرداری اشعه X درون حفره MRI قرار گرفته و برای جایگذاری شانت رگی در کبد، تصویربرداری مفصلی، کاشتن سید (seed) پروستات، تصویربرداری از مثانه و ناهنجاری‌های شریانی استفاده شده‌است.

## انواع

### SPECT/CT
اولین بار این سیستم در سال ۱۹۹۹ توسط گروهی (Hasegawa et al) در UCSF  طراحی گردید. کاربردهای این سیستم در حال حاضر شامل تشخیص بیماری‌های قلبی عروقی، بیماری التهابی، تومورها، بیماری‌های مربوط به استخوان و... می‌باشد.
تصاویر CT می‌توانند به منظور تصحیح تصاویر SPECT به کار روند که می‌توان از روش  bilinear استفاده نمود. در این روش ضرایب میرایی CT در نسبت ضریب میرایی آب در دو انرژی SPECT و CT ضرب می‌شود و سپس تصویر اصلاح شده از روی ضرایب میرایی جدید حاصل می‌گردد.

### PET/CT
بیشترین کاربرد آن در زمینه غده‌شناسی می‌باشد. برای تصحیح تصاویر PET توسط CT روش‌های مختلفی وجود دارد که علت نیاز به انجام این کار این است که ضرایب میرایی خطی که در CT بدست می‌آید مربوط به انرژی x- ray می‌باشد نه انرژی 511kev، بنابراین باید مقادیر ضرایب تضعیف میرایی را در 511kev بدست آورد. این روش‌ها عبارتند از مقیاس گذاری،  segmentation، هایبرید، الگوریتم مقیاس‌گذاری تقریب خطی و روش‌های تجزیه دو انرژی.
به‌طور مثال در روش مقیاس‌گذاری ضرایب میرایی در انرژی 511kev با ضرب کردن تصویر CT در نسبت ضریب میرایی آب در انرژی‌های CT و PET تخمین زده می‌شود. انرژی 50-80 kev (به‌طور معمول 70kev)به عنوان نمایندهٔ CT انتخاب می‌شود. اما علاوه بر تبدیل انرژی باید در تصویر CT کاهش رزولوشن و ابعاد ماتریس را نیز داشته باشیم، زیرا در تصویر CT به دلیل داشتن تصویر با رزولوشن بالا ابعاد ماتریس بالا می‌باشد، اما در تصویر PET رزولوشن پایین است پس برای داشتن تصویری با کیفیت مناسب باید رزولوشن دو تصویر را یکی نمایند.

### PET/MR

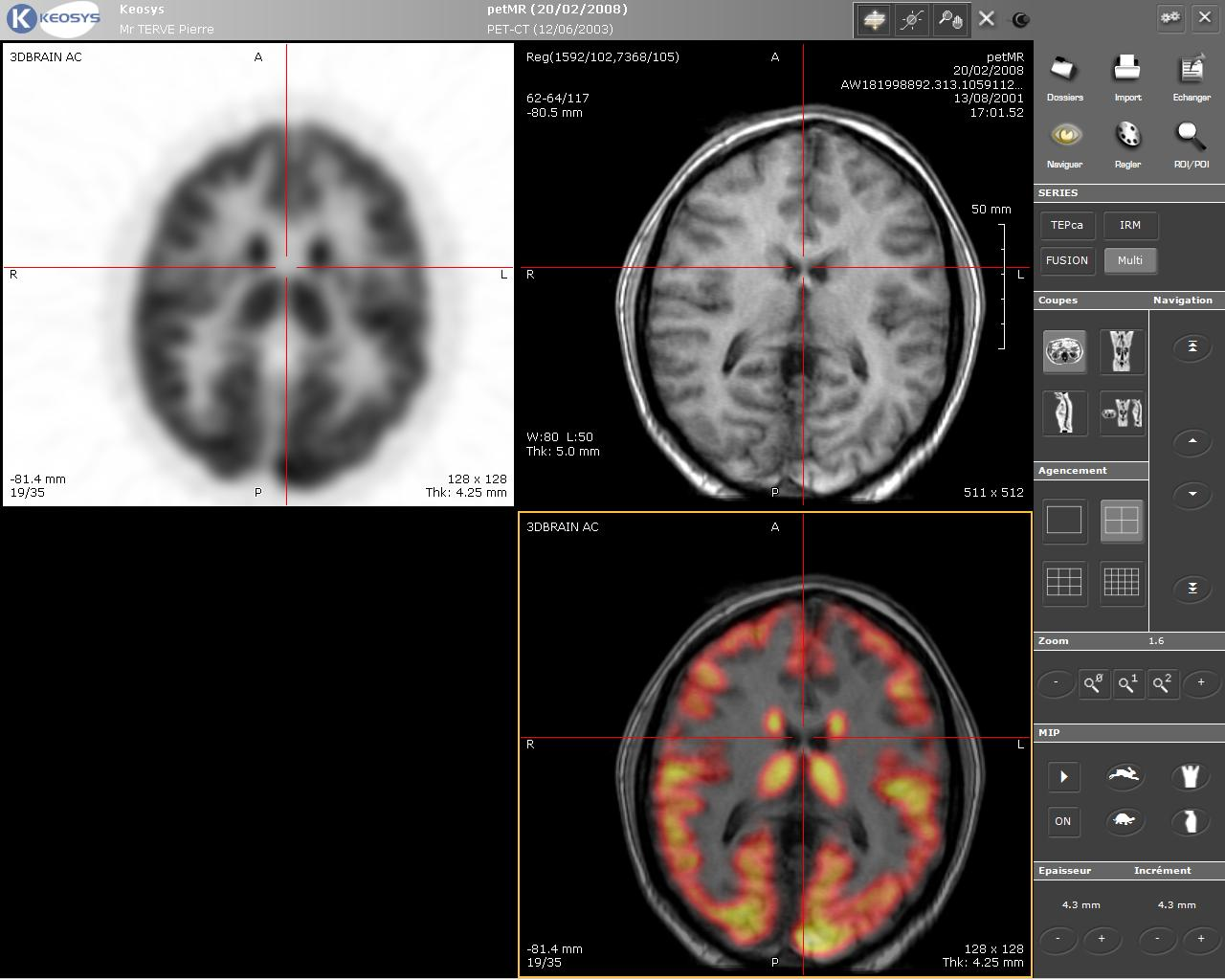
تصویر ایجاد شده توسط سیستم PET/MR (تصویر پایین سمت راست)